# Piptanthus tomentosus
Piptanthus tomentosus är en ärtväxtart som beskrevs av Adrien René Franchet. Piptanthus tomentosus ingår i släktet Piptanthus och familjen ärtväxter. Inga underarter finns listade i Catalogue of Life.